# 金察赫
金察赫是德国巴伐利亚州的一个市镇。总面积23.49平方公里，总人口1488人，其中男性746人，女性742人（2011年12月31日），人口密度63人/平方公里。